# دیس‌ماهی آبی
صفحه دیگری نیز برای این ماهی نگارش شده است: دیسکاس

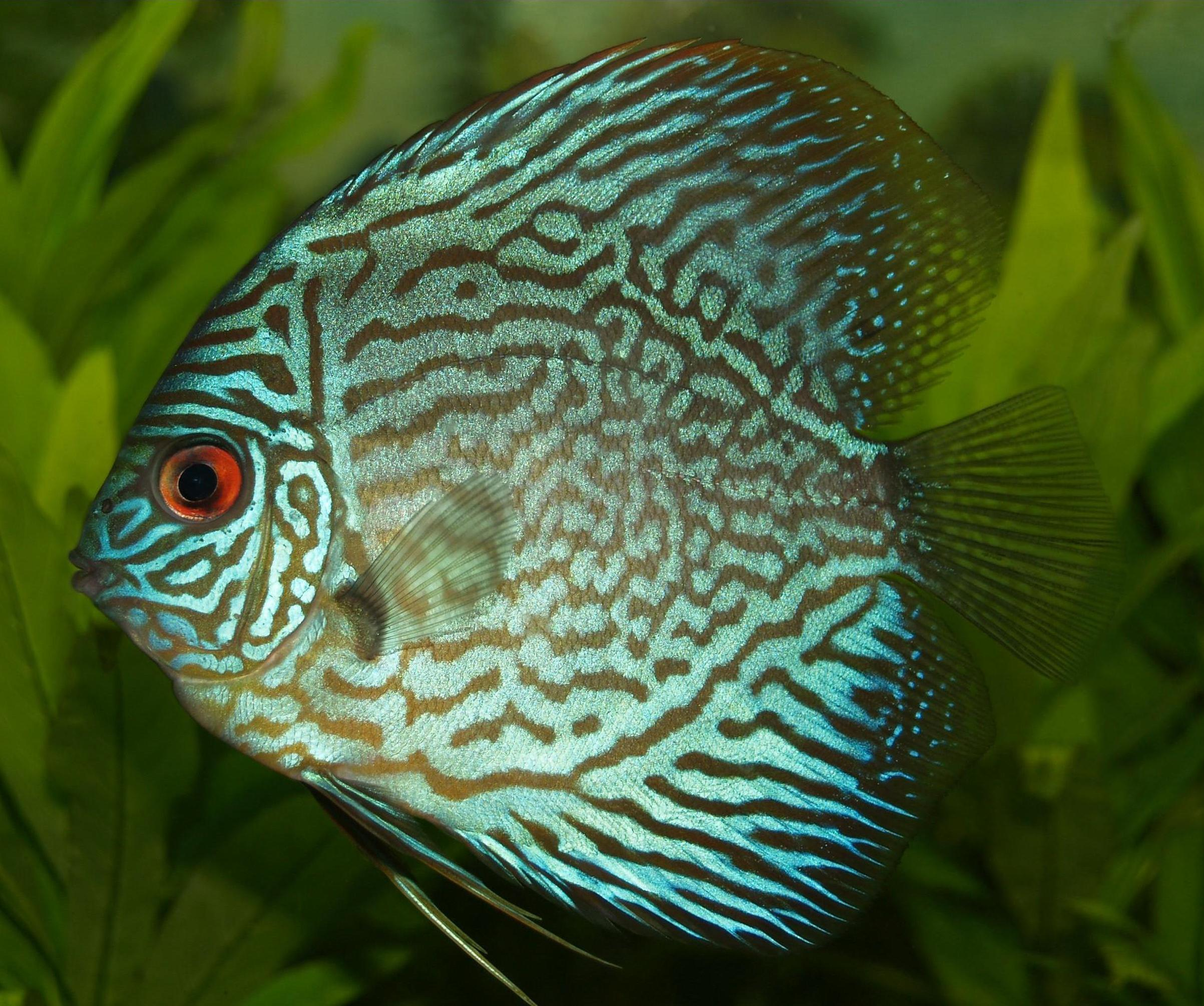
نگاره‌ای از دیس‌ماهی آبی

دیس‌ماهی آبی، دیس‌ماهی قهوه‌ای  یا دیسکس سلطنتی آبی (نام علمی: Symphysodon aequifasciatus) نوعی جدید از خانواده دیسکوس‌های آمریکای جنوبی است و این نوع دارای رنگ آمیزی زیبای آبی است. ر نگ‌آمیزی این خانواده دارای ثبات خاصی نیست و بر حالت و سرزندگی ماهی بستگی دارد و دیسکس از معروف‌ترین نوع ماهیان آکواریومی است.
خانواده: سیکلیده
گونه: Symphysodon aequifasciata
اندازه: ۲۰ سانتی‌متر
رژیم غذایی: گوشت‌خوار
خوی: به خوبی چیزهای جدید را می‌آموزد.
نیازمندی‌ها: دما ۸۹/۷۹ فارنهایت، پی هاش ۷٫۵/۶٫۱
محل جایگیری در آکواریوم: وسط و پایین
سازش‌پذیری: زنده زاها، تتراها، رازبوراها، دانیوها، بارب‌ها، گورامی‌ها، رنگین کمان ماهی، کوریدوراس‌ها، آنجل و دیگر ماهیان صلح جو.

## محل زندگی
محل زندگی دیسکس دارای آب‌های بدون سایه همراه با شاخه و پوشش متراکم است و این محل زندگی باید در درون آکواریوم فراهم شود. تمام نیازمندی‌ها از قبیل دما، سختی، و درجه پی هاش باید تحت کنترل باشد.
قلمرو خود را در هنگام تولیدمثل محافظت می‌کند. بهتر است که برای تولیدمثل زوجی را انتخاب نموده یا ۶ عدد از از دیسکس‌های جوان را انتخاب نموده و بگذارید که خود جفت‌گیری کند.

## جفت‌گیری و تخم‌ریزی
برای تخم‌ریزی یک سطح کج مانند تخته سنگ یا چوب از پیش تعیین‌شده را انتخاب می‌کنند.
پدر و مادر را نباید از بچه‌ها جدا نمود و بچه‌ها از ماده مخاطی روی بدن پدر و مادر استفاده می‌کنند.
باید از پیش غذای نوزادان (میگو)را آماده کرد.